# Mladé pódium
Mladé pódium byl festival vážné hudby, který se konal v letech 1973–2005 v Karlových Varech a 2006–2009 v Pardubicích. Charakteristickým znakem festivalu bylo zaměření na mladé autory a interprety vážné hudby do 35 let věku. Festival pořádalo Fórum mladých.

## Účinkující
Mezi hudebníky, kteří vystoupili na koncertech Mladého pódia a později se zařadili do špičky interpretačního koncertního umění, patří například:
- dirigenti Petr Altrichter, Jiří Bělohlávek, Ondřej Kukal, Petr Vronský, Marko Ivanović,
- klavíristé Igor Ardašev, Jindra Kramperová, Petr Jiříkovský, Martin Kasík, Ivan Klánský, Lukáš Klánský, Milan Langer, Miroslav Langer, František Maxián, Michal Rezek, Daniel Wiesner, Jaroslava Pěchočová, Kristina Stepasjuková,
- houslisté Iva Kramperová, Petr Maceček, Čeněk Pavlík, Pavel Šporcl, Ivan Ženatý,
- violoncellisté Jiří Bárta, Jiří Hošek, Michal Kaňka, Miroslav Petráš, Petr Nouzovský, Ivan Vokáč,
- varhaníci Aleš Bárta, Pavel Černý, Kamila Klugarová, Jaroslav Tůma, Václav Uhlíř, Pavel Svoboda,
- pěvci Magdaléna Hajóssyová, Roman Janál, Sergej Kopčák, Štefan Margita, Petr Matuszek, Zdeněk Plech,
- smyčcová kvarteta Apollon kvartet, Panochovo kvarteto, Wihanovo kvarteto, Wallingerovo kvarteto, Kaprovo kvarteto,
- soubory Barocco sempre giovane, Ensemble Martinů, Fagoti Brunenses, DAMA-DAMA, In modo camerale, Hiponocndria ensemble,
- skladatelé Jiří Gemrot, Petr Kofroň, Ivan Kurz, Otomar Kvěch, Ivana Loudová, Zbyněk Matějů, Milan Slavický, Karel Šimandl, Jiří Teml, Václav Riedlbauch, Evžen Zámečník, Vít Zouhar.

## Soutěže a ceny v rámci festivalu
- Cena Fóra mladých – soutěž o nejlepší interpretační výkon v rámci festivalu,
- Prix Societatis Martinů udělovaná ve spolupráci se Společností Bohuslava Martinů – soutěž o nejlepší interpretaci skladby Bohuslava Martinů.